# Google Web Toolkit
A Google Web Toolkit a Google által 2006. május 16-án
 megjelentetett AJAX fejlesztői eszköztár (toolkit), amit felhasználtak a Google Base és a Google Checkout bizonyos részeinek, illetve a Google Mashup Editor egészének fejlesztésében is.
A fő újdonság a Java-JavaScript fordítóban van: a fejlesztő elvégezheti a kódolást és a felhasználói felület hibakeresését Java nyelvet használva, majd legenerálja a végleges HTML/JavaScript kódot és használhatja.
Az elkészült webes AJAX-os alkalmazás az összes modern böngészőt támogatja. A JavaScript programkönyvtár, ami letöltődik a működéshez, kb. 100 Kbyte méretű. Az eredeti UI widgetek támogatják a CSS-t, és új widgetekkel, valamint egyedi JavaScript függvényekkel is lehet bővíteni őket. A gyári widgetek közül kevés van, ami támogatja a drag and drop-ot.
A toolkitben található egy RPC protokoll-megvalósítás, a JSON, valamint a böngésző előzményeinek a kezelése (megcáfolva a hiedelmet, hogy az AJAX-os webalkalmazások nem férnek össze a böngésző „vissza” gombjával).
A GWT alkalmazásokat két módban lehet futtatni:
- Hosted mode: Az alkalmazás java bájtkódként fut egy JVM-ben. Ezt a módot jellemzően a fejlesztés során használják, mert a kód módosítása és debugolása ebben a módban egyszerűbb.
- Web mode: Az alkalmazás tiszta JavaScript és HTML kódként fut. Ezt a módot használják az éles (production) rendszerekben. A JavaScript és HTML kódot a Java-Javascript fordító állítja elő Java forráskódból.

A Google Web Toolkit licencelése, beleértve a JRE emulációját JavaScript alatt, az Apache 2-ével egyezik meg. A fejlesztőeszközök (a fordító és a „hosted mode” támogatása) ingyenesek, de zárt forrásúak.
A fejlesztői eszköztár (SDK) Linux, Mac OS X és Windows alatt fut, a JDK 1.5 verzióját használva.

## Történet
A GWT 1.0 RC 1 verziót 2006. május 16-án adták ki. A további verziók a következő ütemben jelentek meg:
- GWT 1.0 – 2006. május 16.
- GWT 1.1 – 2006. augusztus 11.
- GWT 1.2 – 2006. november 16.
- GWT 1.3 – 2007. február 5.
- GWT 1.4 – 2007. augusztus 28.
- GWT 1.5.2 – 2008. augusztus 29.
- GWT 1.5.3 – 2008. október 17.
- GWT 1.6 - 2009. április 7.
- GWT 1.7 - 2009. július 13.
- GWT 2.0 - 2009. december 8.
- GWT 2.0.1 - 2010. február 2.
- GWT 2.0.2 - 2010. február 12.
- GWT 2.0.3 - 2010. február 19.
- GWT 2.0.4 - 2010. július 2.
- GWT 2.1.0 - 2010. október 19.
- GWT 2.1.1 - 2010. december 16.
- GWT 2.2.0 - 2011. február 11.
- GWT 2.3.0 - 2011. május 3.
- GWT 2.4.0 - 2011. szeptember 8.
- GWT 2.5.0 - 2012. október
- GWT 2.5.1 - 2013. március
- GWT 2.6.0 - 2014. január 30.
- GWT 2.6.1 - 2014. május 10.
- GWT 2.7.0 - 2014. november 20.
- GWT 2.9.0 - 2020. május 2.
- GWT 2.10.0 - 2022. június 9.
- GWT 2.11.0 - 2024. január 9.
- GWT 2.12.0 - 2024. október 29.

## A GWT keretrendszer részei
A GWT főbb részei közé tartozik:
A Java-JavaScript fordító
lefordítja a Java forráskódot JavaScript kódra.
A Hosted Web Browser
lehetővé teszi, hogy a fejlesztő egy böngészőszerű környezetben, JVM-ben futtathassa a kódot Java-JavaScript konverzió nélkül.
A JRE emulációs programkönyvtár
a szabványos Java osztályrendszer gyakran használt osztályainak JavaScript implementációja. Ide tartozik a java.lang csomag összes osztálya és a java.util csomag osztályainak egy része.
A GWT Web UI osztálykönyvtár
GUI komponensek készítésére használható osztályok és interfészek összessége.
Az applicationCreator szkript
A GWT projekthez szükséges fájlokat állítja elő. Ugyanez a szkript alkalmas Eclipse projektfájlok generálására is.

## A GWT integrált fejlesztőkörnyezetekben
Jelenleg csak az IntelliJ IDEA-hoz készült plugint tartják karban.
A múltban egyéb integrált fejlesztőkörnyezethez is készültek GWT pluginek:
- a GWT4NB a NetBeans-hez,
- a gwtDeveloper a JDeveloper-hez
- és a Cypal Studio for GWT az Eclipse-hez.

## GWT könyvek
- Dewsbury, Ryan. Google Web Toolkit Applications. Prentice Hall (2007). ISBN 978-0321501967
- Chaganti, Prabhakar. Google Web Toolkit: GWT Java Ajax Programming. Packt Publishing (2007). ISBN 978-1847191007
- Geary, David. Google Web Toolkit Solutions: More Cool & Useful Stuff. Prentice Hall (2007). ISBN 978-0132344814
- Hanson, Robert, Adam Tacy. GWT in Action: Easy Ajax with the Google Web Toolkit. Manning (2007). ISBN 978-1933988238
- Cooper, Robert, Charlie Collins. GWT in Practice. Manning (2008). ISBN 978-1933988290
- Dewsbury, Ryan. Google Web Toolkit alkalmazások. Kiskapu Kft. (2008). ISBN 978-9639637467